# 市立札幌みなみの杜高等支援学校
市立札幌みなみの杜高等支援学校（しりつさっぽろ みなみのもりこうとうしえんがっこう）は、北海道札幌市南区に所在する、軽度の知的障害のある生徒を対象とした高等部単独の特別支援学校である。2017年に開校した。

## 部門・コース
営業部門・生産部門・サービス部門の3部門、以下の6つの職業コースを設置している。
| 部門         | コース名             | 内容                     |
| ------------ | -------------------- | ------------------------ |
| 営業部門     | ストアコース         | 接客、流通               |
| 営業部門     | キッチンコース       | 調理、製パン、製菓       |
| 生産部門     | アグリコース         | 野菜、果樹栽培、食品加工 |
| 生産部門     | ファクトリーコース   | 窯業、木工、解体組立     |
| サービス部門 | クリーンアップコース | カフェやビル等の清掃作業 |
| サービス部門 | サポートコース       | 介護、保育、デザイン     |

1年次に全てのコースを体験し、2年次にいずれかのコースを選択する。

## 入学試験
本校への受験資格は以下のいずれかを満たす者とされている。
- 知的障害特別支援学級に在籍している者
- 療育手帳を取得している者（取得見込みを含む）
- 医師による知的障害の診断を受けている、または、公的な専門機関において知能検査の結果や社会生活へ適応の困難性などから知的障害と判断される者

また、札幌市内に居住する保護者を持ち、自宅から通学可能なことが条件とされる。
入学者選考は個人調査書、学習状況検査、面接、集団活動を伴う検査により判断される。

## 制服
本校の制服はキャメル色のブレザーを基調としている。女子生徒はスカートまたはスラックスのいずれかを選択することができる。

## 生徒数・教職員数
| 学年     | 生徒数 | 学級数 |
| -------- | ------ | ------ |
| 1年      | 46名   | 6学級  |
| 2年      | 55名   | 7学級  |
| 3年      | 55名   | 7学級  |
| 合計     | 156名  | 20学級 |
| 教職員数 | 76名   | 76名   |

## 行事
- 協育実習（現場実習、インターンシップ）
- みな杜パーティ
- みな杜マルシェ
- 実践交流会
- 宿泊研修［1年]（札幌市南区へ2日間）
- 見学旅行［2年］（沖縄県へ3日間）

## 部活動
- 音楽部
- アート部
- 茶道部
- バスケットボール部
- バドミントン部
- 野球部
- サッカー部
- 陸上部[4]

## 沿革
- 2014年1月 - 札幌市立真駒内小学校跡地に（仮称）南部高等支援学校の整備を決定
- 2015年12月 - 校名を「市立札幌みなみの杜高等支援学校」に正式決定
- 2016年4月1日 - 市立札幌みなみの杜高等支援学校開校準備室設置
- 2017年4月1日 - 初代校長・池上修次 着任
- 2017年4月16日 - 開校式・第1回入学式挙行（56名入学）

普通科（職業コース制）を設置（北海道の高等支援学校で初）
- 2017年7月12日 - 杜cafe オープン[5]

## 歴代校長一覧
| 代    | 氏名      | 着任日       | 退任日        |
| ----- | --------- | ------------ | ------------- |
| 初代  | 池上 修次 | 2017年4月1日 | 2018年3月31日 |
| 第2代 | 宮田 佳幸 | 2018年4月1日 | 2021年3月31日 |
| 第3代 | 田中 進一 | 2021年4月1日 | 2024年3月31日 |
| 第4代 | 小山 学   | 2024年4月1日 |               |

## 所在地
〒005-0012　北海道札幌市南区真駒内上町4丁目7-1（旧札幌市立真駒内小学校跡地）

## アクセス
- 札幌市営地下鉄南北線「真駒内駅」より徒歩7分